# Cello Aviation
Cello Aviation war eine britische Charterfluggesellschaft mit Sitz in Birmingham und Basis auf dem Birmingham Airport. Sie wurde 2009 als Altavia Jet Services gegründet und 2010 umbenannt. Sie stellte am 12. Oktober 2018 den Flugbetrieb aus finanziellen Gründen ein.

## Flotte
Mit Stand Oktober 2018 setzte sich die Flotte der Cello Aviation aus zwei Flugzeugen zusammen:
| Flugzeugtyp    | Luftfahrzeugkennzeichen | Anmerkungen |
| -------------- | ----------------------- | ----------- |
| BAe 146-300    | G-ILLR                  |             |
| Boeing 737-300 | G-MISG                  |             |